# Nadia Cassini
Nadia Cassini (* 2. Januar 1949 als Gianna Lou Müller in Woodstock, New York; † 18. März 2025 in Reggio Calabria, Italien) war eine italienische Schauspielerin und Sängerin.

## Leben
Nadia Cassini wurde 1949 während einer US-Tour ihrer Eltern in Woodstock, New York geboren. Ihr deutscher Vater und ihre italienische Mutter waren Vaudeville-Künstler. Bereits früh verließ Cassini ihre Familie, um eine Karriere als Schauspielerin zu forcieren. Sie hielt sich mit Gelegenheitsjobs als Sängerin, Tänzerin und Model über Wasser. Kurze Zeit war sie auch die Geliebte des belgischen Schriftstellers Georges Simenon. 1968 heiratete sie den US-amerikanischen Journalisten Igor Cassini, auch unter dem Pseudonym Cholly Knickerbocker bekannt. Sie folgte ihrem Mann nach Rom, wo dieser gemeinsam mit seinem Bruder, dem französischen Modeschöpfer Oleg Cassini, ein Modehaus betrieb.
Ab 1970 debütierte sie in dem Horrorfilm Il dio serpente und der Komödie Il divorzio (Die Scheidung). 1971 ließ sie sich von Cassini scheiden und lebte eine Zeit lang in Griechenland und London, wo sie mit dem griechischen Schauspieler Yorgo Voyagis ein Kind bekam. Die gemeinsame Tochter Kassandra Voyagis wurde ebenfalls Schauspielerin. 1975 kehrte Cassini nach Italien zurück, wo sie ihre Schauspielkarriere mit seichten Erotikkomödien wie Flotte Teens und Sex nach Noten, Der Idiotenzwinger und Helm auf – Hose runter fortsetzte. Parallel dazu begann sie auch eine Musikkarriere und veröffentlichte bis 1985 mit Encounters Of A Loving Kind, Get Ready und Dreams drei Alben.
Mit ihren klischeehaften Rollen und ihren öffentlichen Auftritten, bei denen sie ihren Körper zur Schau stellte, wurde Cassini bekannt. Dabei löste sie immer wieder kleinere Skandale aus. Sie war auch als aufbrausender Mensch bekannt. Als ihr Vertrag mit der italienischen Fernsehgruppe Mediaset Ende der 1980er Jahre endete, verschwand sie langsam von der Bildfläche. Hinzu kam, dass sie bei einer missglückten Schönheitsoperation an der Nase Verbrennungen dritten Grades erlitt und einen Teil ihres rechten Ohres durch Amputation verlor. Kurzzeitig war sie alkoholabhängig, wurde aber dank der Hilfe ihrer Mutter und ihrer Tochter nach einem Entzug abstinent. Nadia Cassini starb im März 2025 in Reggio Calabria im Alter von 76 Jahren.

## Diskografie
Alben
- 1978: Encounters of a Loving Kind (CGD, LP)
- 1983: Get Ready (RCA, LP)
- 1985: Dreams (Five Record, LP)

Singles
- 1977: Giorno per giorno/Passaporto per la follia (CGD)
- 1978: Encounters (CGD)
- 1982: Tu sei l’unico amore (Ricordi)
- 1982: Quando (mi sto innamorando)/A chi la do stasera (Ricordi)
- 1983: Get Ready/Too Late (RCA)
- 1984: Bum bum cantiamo/Più forte (Five Records)
- 1996: Hennessy OG mit 2Pac (Death Row Records)

## Filmografie
- 1960: Il divorzio
- 1970: Il dio serpente
- 1971: Als die Frauen das Bett erfanden (Quando gli uomini armarono la clava e… con le donne fecero din-don)
- 1971: Mazzabubù… quante corna stanno quaggiù?
- 1972: Malta sehen und sterben (Pulp)
- 1976: Ecco lingua d'argento
- 1976: Lollipops und heiße Höschen (Spogliamoci così senza pudor)
- 1977: Il superspia (Fernseh-Miniserie)
- 1978: Settimo anno (Fernseh-Miniserie)
- 1978: Io tigro, tu tigri, egli tigra
- 1978: Star Crash – Sterne im Duell (Scontri stellari oltre la terza dimensione, Starcrash)
- 1979: Flotte Teens und Sex nach Noten (L’insegnante balla… con tutta la classe)
- 1979: Der Idiotenzwinger (L’infermiera nella corsia dei militari)
- 1979: Io zombo, tu zombi, lei zomba
- 1980: Helm auf – Hose runter (La dottoressa ci sta col colonnello)
- 1981: L'assistente sociale tutto pepe
- 1981: Männer mögen’s heiß (L’amante tutta da scoprire)
- 1981: Miracoloni
- 1982: Kommt pudelnackt, das Erbe lacht (Giovani, belle… probabilmente ricche)
- 1982: Ridiamoci sopra (Fernsehserie)
- 1982: Les beaux quartiers (Fernsehfilm)